# Lamquetia rufa
Lamquetia rufa är en stekelart som beskrevs av Braet och Van Achterberg 2003. Lamquetia rufa ingår i släktet Lamquetia och familjen bracksteklar. Inga underarter finns listade i Catalogue of Life.